# Crazy Diamond
Crazy Diamond es una caja recopilatoria de 3 CD de los dos álbumes de 1970 de Syd Barrett, The Madcap Laughs  y Barrett, más Opel, una compilación de out-takes (tomas nunca antes lanzadas) de 1988 y con solo 500 ediciones en todo el mundo, es por ello que entra en la categoría de Ediciones Limitadas. Todos los discos fueron luego aumentados con varias tomas alternativas. 

Nuestro plan principal era encontrar todas las tomas acústicas de Syd, antes de que los otros artistas fueran llamados para versionarlas. Pero nos encontramos con más material fascinante que da nueva luz a los métodos de trabajo de Syd.
 Phil Smee 

El recopilatorio viene en una caja de 6 x 12 pulgadas de largo, y también contiene un folleto de 24 páginas.
Junto a este lanzamiento, EMI relanzó The Madcap Laughs, Barrett y Opel por separado, junto con los nuevos bonus tracks de tomas alternativas.
El nombre del álbum proviene de Shine On You Crazy Diamond, una composición de Pink Floyd acerca de y dedicada a Barrett, quien lideró la banda durante sus primeros años.
Se planearon los lanzamientos de dos canciones de Syd Barrett junto a Pink Floyd nunca antes lanzadas, "Scream Thy Last Scream" y "Vegetable Man", en Opel, pero fueron cancelados por Pink Floyd.

## Lista de canciones
Todas escritas por Syd Barrett, excepto donde señalado.

### Disco 1 (The Madcap Laughs)
- Temas 14-19: Bonus tracks

1. "Terrapin" – 5:04
2. "No Good Trying" – 3:26
3. "Love You" – 2:30
4. "No Man's Land" – 3:03
5. "Dark Globe" – 2:02
6. "Here I Go" – 3:11
7. "Octopus" – 3:47
8. "Golden Hair" (Syd Barrett/James Joyce) – 1:59
9. "Long Gone" – 2:50
10. "She Took a Long Cold Look" – 1:55
11. "Feel" – 2:17
12. "If it's In You" – 2:26
13. "Late Night" – 3:11
14. "Octopus" (Tomas 1 & 2) – 3:09
15. "It's No Good Trying" (Toma 5) – 6:22
16. "Love You" (Toma 1) – 2:28
17. "Love You" (Toma 3) – 2:11
18. "She Took A Long Cold Look At Me" (Toma 4) – 2:44
19. "Golden Hair" (Toma 5)  (Barrett/Joyce) – 2:28

### Disco 2 (Barrett)
- Temas 13-19: Bonus tracks

1. "Baby Lemonade" – 4:11
2. "Love Song" – 3:05
3. "Dominoes" – 4:09
4. "It is Obvious" – 3:00
5. "Rats" – 3:02
6. "Maisie" – 2:51
7. "Gigolo Aunt" – 5:47
8. "Waving My Arms in the Air" – 	2:07
9. "I Never Lied to You" – 1:52
10. "Wined and Dined" – 2:59
11. "Wolfpack" – 3:41
12. "Effervescing Elephant" – 1:54
13. "Baby Lemonade" (Toma 1) – 3:46
14. "Waving My Arms In The Air" (Toma 1) – 2:13
15. "I Never Lied To You" (Toma 1) – 1:48
16. "Love Song" (Toma 1) – 2:32
17. "Dominoes" (Toma 1) – 0:40
18. "Dominoes" (Toma 2) – 2:36
19. "It Is Obvious" (Toma 2) – 3:51

### Disco 3 (Opel)
Temas 15-20: Bonus tracks
1. "Opel" – 6:26
2. "Clowns and Jugglers" – 3:27
3. "Rats" – 3:12
4. "Golden Hair"  (Barrett/Joyce) – 1:44
5. "Dolly Rocker" – 3:01
6. "Word Song" – 3:19
7. "Wined and Dined" – 3:03
8. "Swan Lee (Silas Lang)" – 3:13
9. "Birdie Hop" – 2:30
10. "Let's Split" – 2:23
11. "Lanky (Part One)" – 5:32
12. "Wouldn't You Miss Me (Dark Globe)" – 3:00
13. "Milky Way" – 3:07
14. "Golden Hair" – 1:56
15. "Gigolo Aunt" (Toma 9) – 4:02
16. "It Is Obvious" (Toma 3) – 3:44
17. "It Is Obvious" (Toma 5) – 3:06
18. "Clowns and Jugglers" (Toma 1) – 3:33
19. "Late Night" (Toma 2) – 3:19
20. "Effervescing Elephant" (Toma 2) – 1:28

Temas oficialmente lanzados que no fueron incluidos en esta colección:
1. "Bob Dylan Blues" como aparece en The Best of Syd Barrett: Wouldn't You Miss Me? y An Introduction to Syd Barrett.
2. "Matilda Mother" (Versión alternativa) como aparece en An Introduction to Syd Barrett.
3. "Rhamadan" como aparece en An Introduction to Syd Barrett.
4. Todos los 8 temas de las The Radio One Sessions (Sesiones de la Radio One).

## Personal
- Syd Barrett - Guitarra, guitarra eléctrica, voces, productor.
- Tim Chacksfield - Coordinador del proyecto
- David Gilmour - Productor
- Brian Hogg - Notas de pie, compilación, mezclado, supervisor de recopilación, supervisor de remezclado.
- Peter Jenner - Productor
- Malcolm Jones - Productor
- Angela Rogers - Ilustraciones
- Phil Smee - Recopilación, mezclado, diseño de embalaje, supervisor de recopilación, supervisor de mezclado.
- Roger Waters - Productor
- Rick Wright - Teclados, productor